# Brüel
Brüel est une municipalité allemande du land de Mecklembourg-Poméranie-Occidentale et l'arrondissement de Ludwigslust-Parchim.

## Jumelage
- Schönkirchen (Allemagne) depuis 1990